# Moore und Extensivwiesen bei Berchtesgaden
Moore und Extensivwiesen bei Berchtesgaden este o arie protejată (arie specială de conservare — SAC, sit de importanță comunitară — SCI) din Germania întinsă pe o suprafață de 31,91 ha, integral pe uscat.

## Localizare
Centrul sitului Moore und Extensivwiesen bei Berchtesgaden este situat la coordonatele 47°37′51″N 12°57′50″E / 47.6308°N 12.9639°E.

## Înființare
Situl Moore und Extensivwiesen bei Berchtesgaden a fost declarat sit de importanță comunitară în noiembrie 2004 pentru a proteja 1 specie de plante și 4 specii de animale. Situl a fost protejat și ca arie specială de conservare în aprilie 2016.

## Biodiversitate
Situată în ecoregiunea alpină, aria protejată conține 9 habitate naturale: Ape puternic oligomezotrofe cu vegetație bentonică cu Chara spp., Pajiști cu Molinia pe soluri calcaroase, turboase sau argilos-nămoloase (Molinion caeruleae), Fânețe de joasă altitudine (Alopecurus pratensis, Sanguisorba officinalis), Fânețe montane, Turbării active, Mlaștini turboase de tranziție și turbării mișcătoare, Izvoare petrifiante cu formare de travertin (Cratoneurion), Mlaștini alcaline, Mlaștini împădurite.
La baza desemnării sitului se află mai multe specii protejate:
- plante (1): moșișoare (Liparis loeselii)
- amfibieni (2): izvoraș-cu-burta-galbenă (Bombina variegata), triton cu creastă (Triturus cristatus)
- nevertebrate (2): phengaris nausithous (Maculinea nausithous), Maculinea teleius